# Mihail Nikolajevič Macnev
Mihail Nikolajevič Macnev (rusko Михаил Николаевич Мацнев), ruski general, * 1785, † 1842.
Bil je eden izmed pomembnejših generalov, ki so se borili med Napoleonovo invazijo na Rusijo; posledično je bil njegov portret dodan v Vojaško galerijo Zimskega dvorca.

## Življenje
Pri 12. letih je postal dvorni paž in 23. septembra 1802 je bil kot podporočnik premeščen v lovski bataljon. Udeležil se je vojne tretje koalicije; za zasluge je bil povišan v poročnika.
14. septembra 1810 je bil povišan v polkovnika. Med patriotsko vojno se je izkazal, tako da je bil 1. decembra 1814 povišan v generalmajorja. Po vojni je postal poveljnik 3. brigade 7. pehotne divizije. 25. decembra 1819 je postal poveljnik celotne divizije, nato pa je postal šef 10. pehotne divizije
28. junija 1821 je postal poveljnik 1. brigade 9. pehotne divizije. Upokojil se je 30. januarja 1823.